# Posse (Goiás)
Posse est une municipalité brésilienne de l'État de Goiás et la microrégion du Vão do Paranã.